# Illhorn

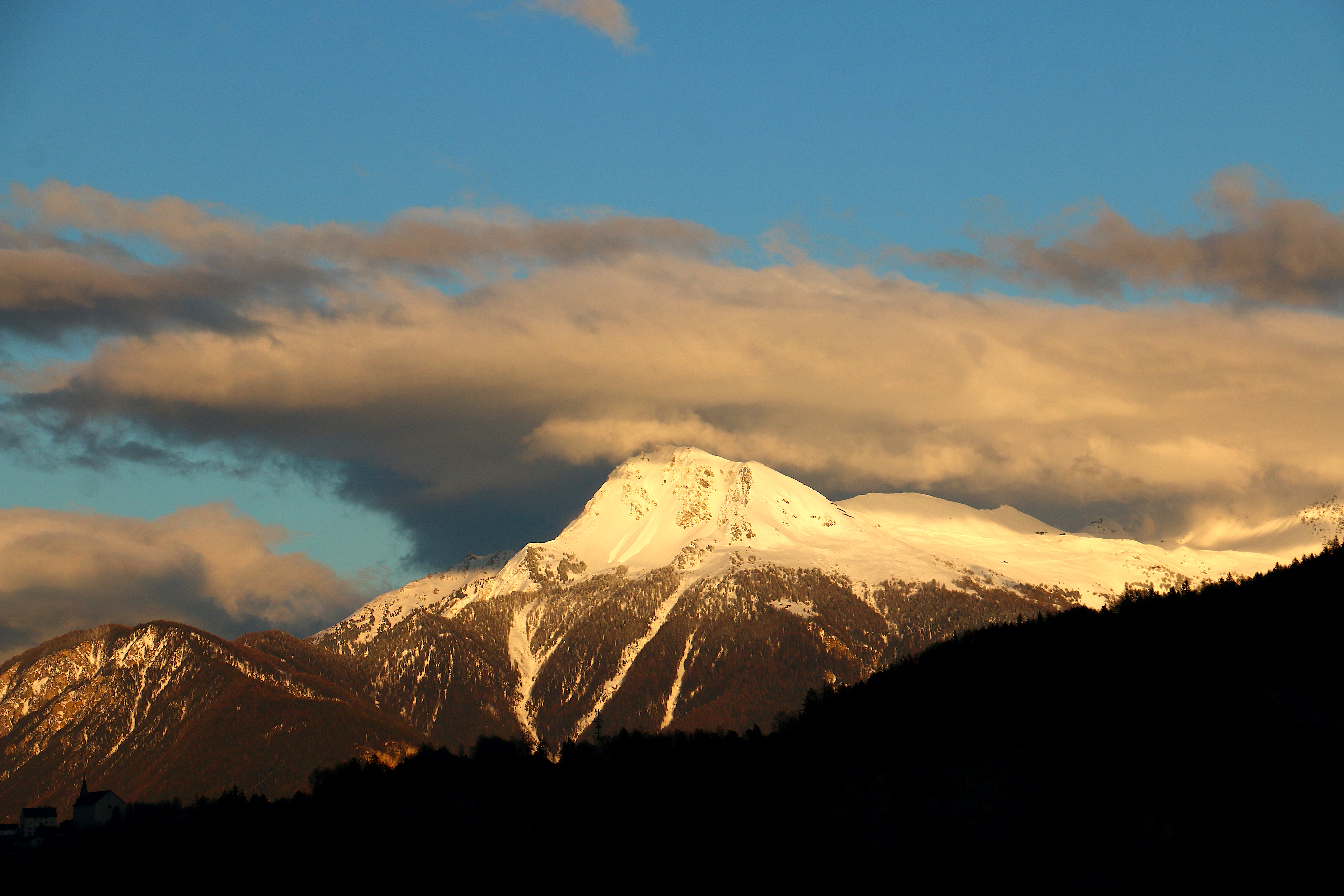
Das Illhorn aus dem Westen betrachtet

Das Illhorn ist ein Berg oberhalb des Ferienorts Chandolin im Kanton Wallis, Schweiz. Der Gipfel mit einer Höhe von 2.716 m ü. M. ist der nördlichste Berg der Gebirgskette von der Les Diablons über die Bella Tola zum Illhorn, der das Val d’Anniviers vom Turtmanntal trennt und auch die Sprachgrenze bildet. Im Süden des Illhorns liegt der kleine Illstausee. Das Illhorn ist nur rund 7 Kilometer von der fast 2.200 Meter tiefer gelegenen Stadt Sierre entfernt.

## Beschreibung
Vom Illhorn bietet sich eine hervorragende Aussicht vom Mont Blanc im Westen über das Bietschhorn, die Berner Alpen bis zu den Walliser Viertausendern mit dem Weisshorn, dem Zinalrothorn, der Dent Blanche und dem Matterhorn.
Der Aufstieg von Chandolin aus erfolgt in etwa 2 Stunden über die Alpage de Chandolin und den Pas de l’Illsee, durch die Sesselbahn zur Bergstation Tsapé auf 2.580 m ü. M. kann er abgekürzt werden. Im Winter befördert ein Skilift die Skifahrer bis knapp unter den Gipfel.
Vom Gipfel stürzt das Gelände steil in den über 1.500 Meter tiefer gelegenen Illgraben und den Pfynwald bis ins Rhonetal ab. Der Illgraben gilt als eines der geologisch instabilsten Täler der Schweiz. Die starke Erosion macht einen Pflanzenbewuchs unmöglich.

## Bilder

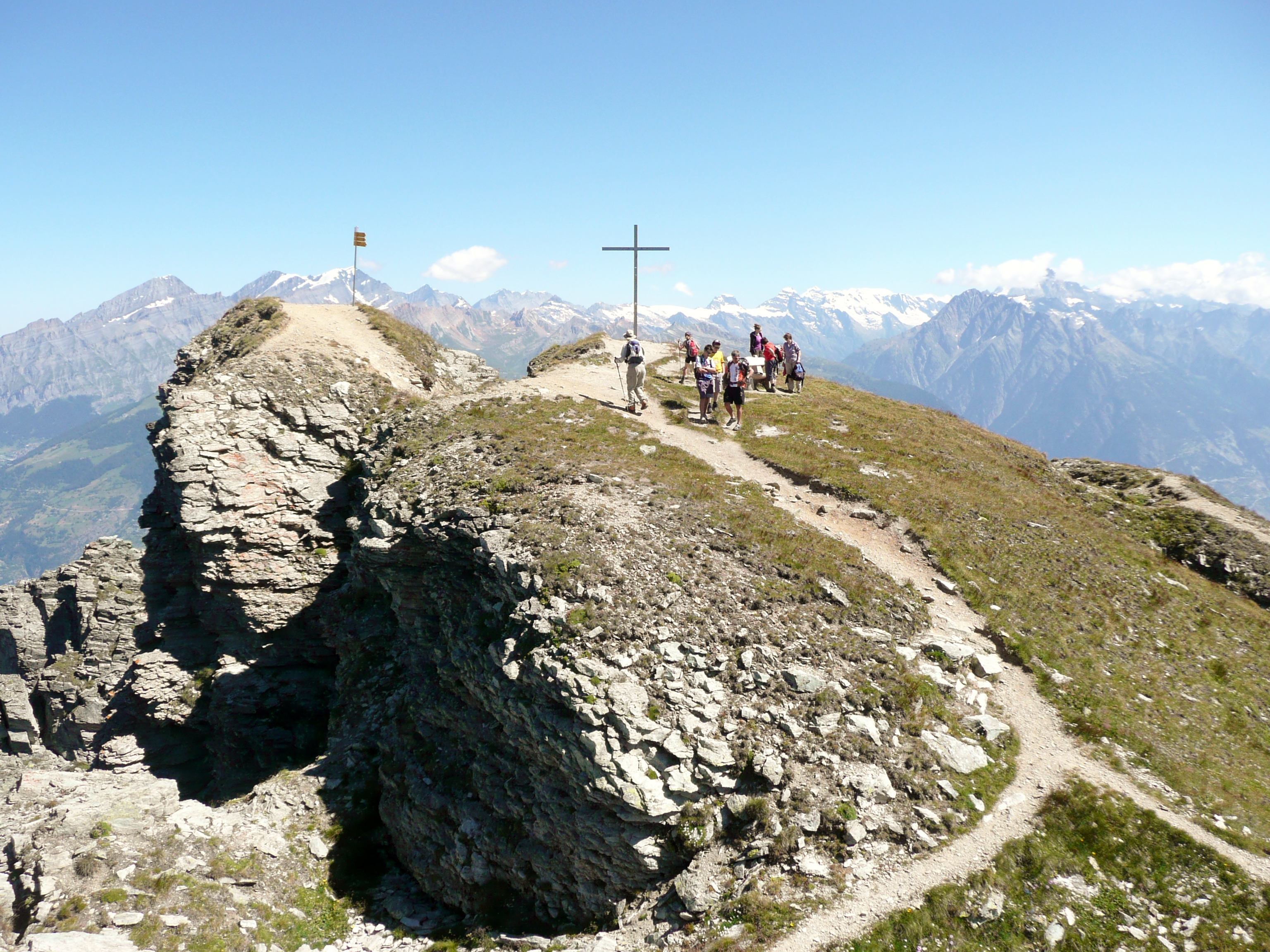
Gipfel des Illhorns.
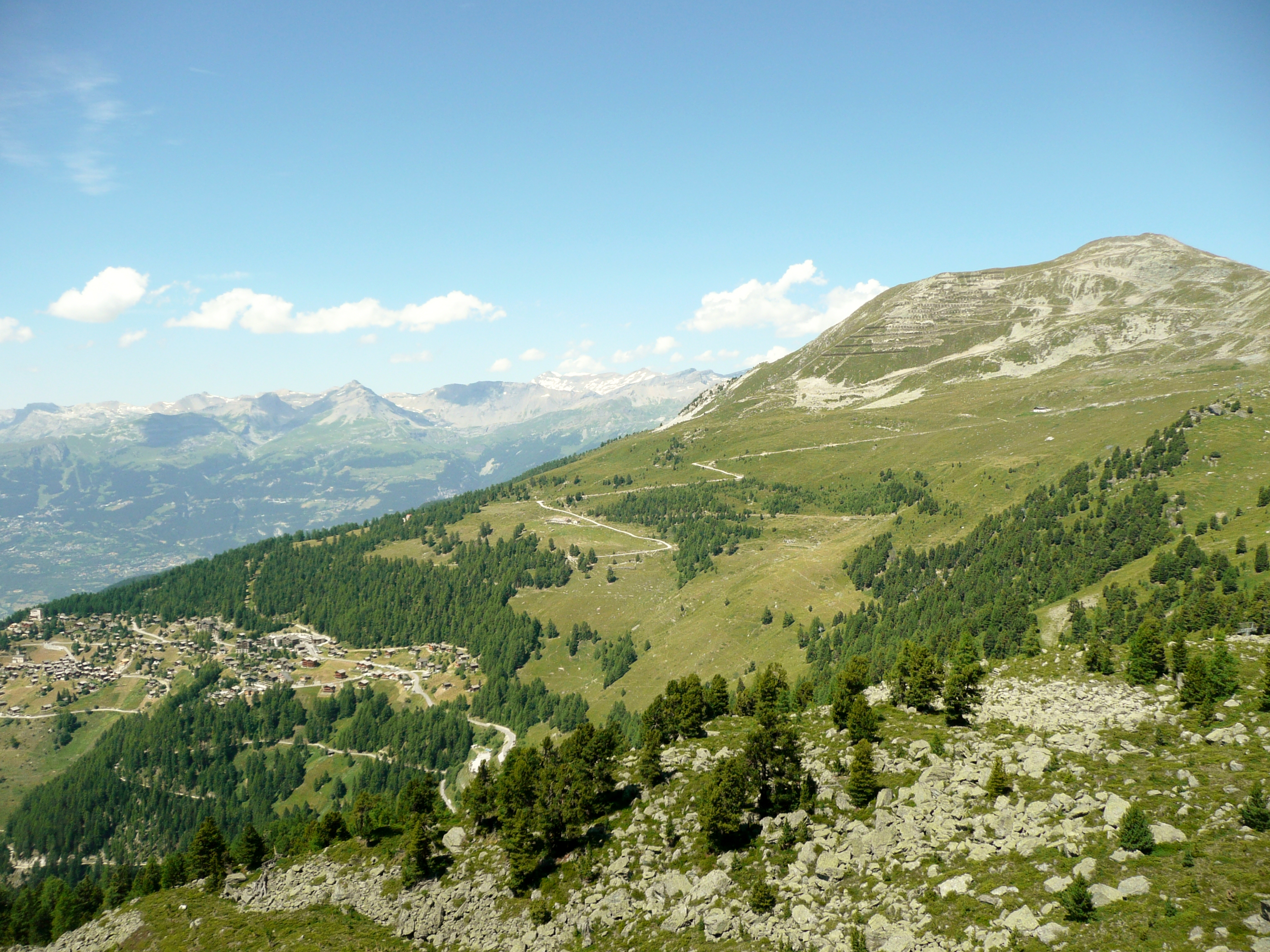
Illhorn oberhalb von Chandolin.
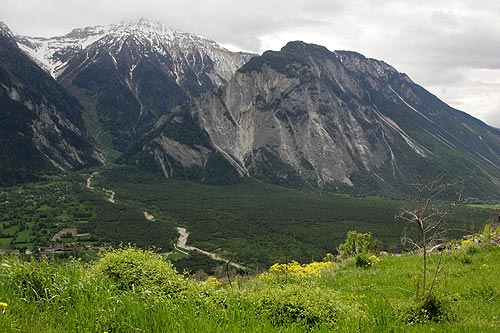
Der Pfynwald mit dem schneebedeckten Illhorn.
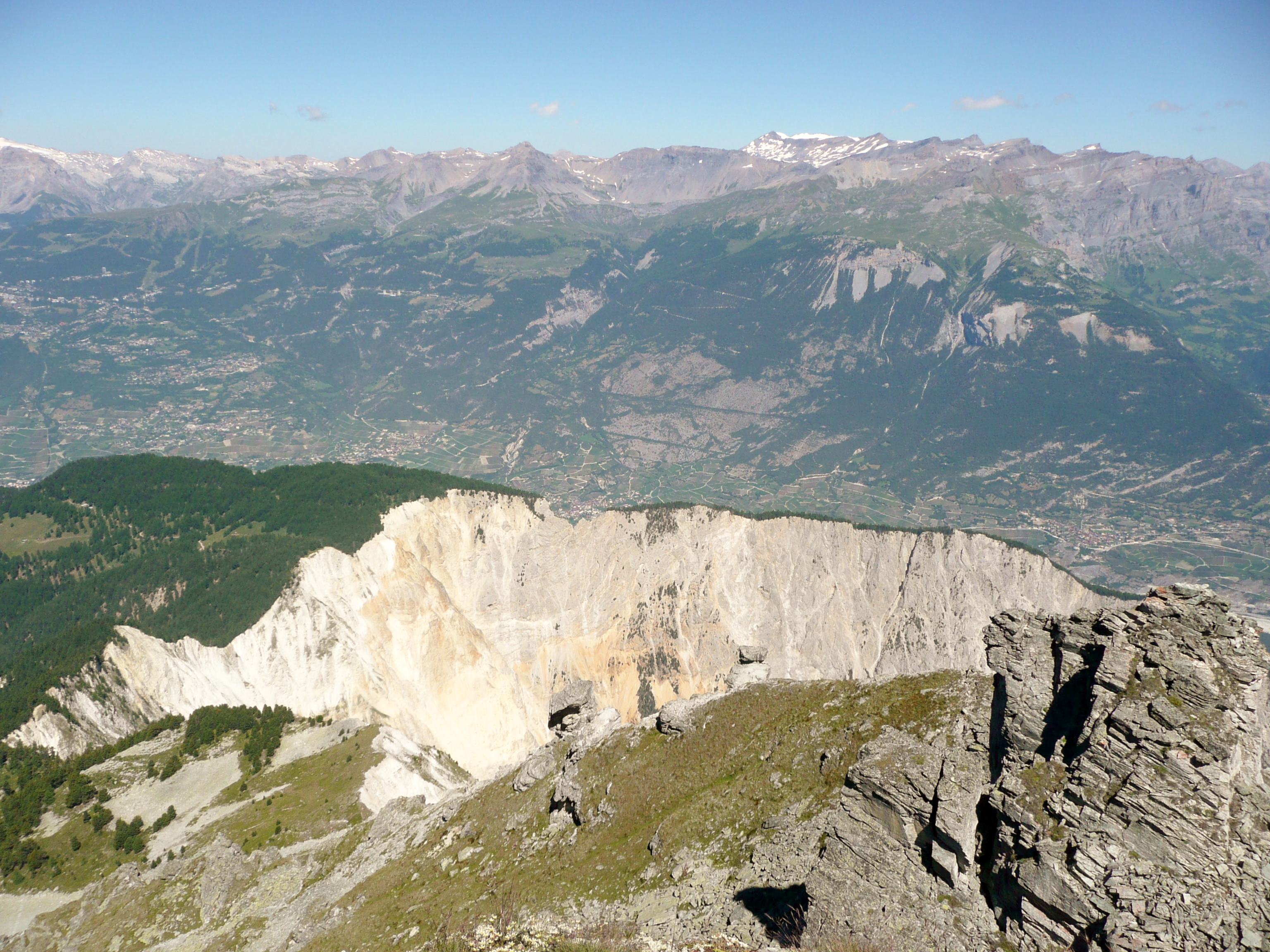
Blick vom Illhorn auf den Illgraben.